# Denominazione di origine controllata e garantita

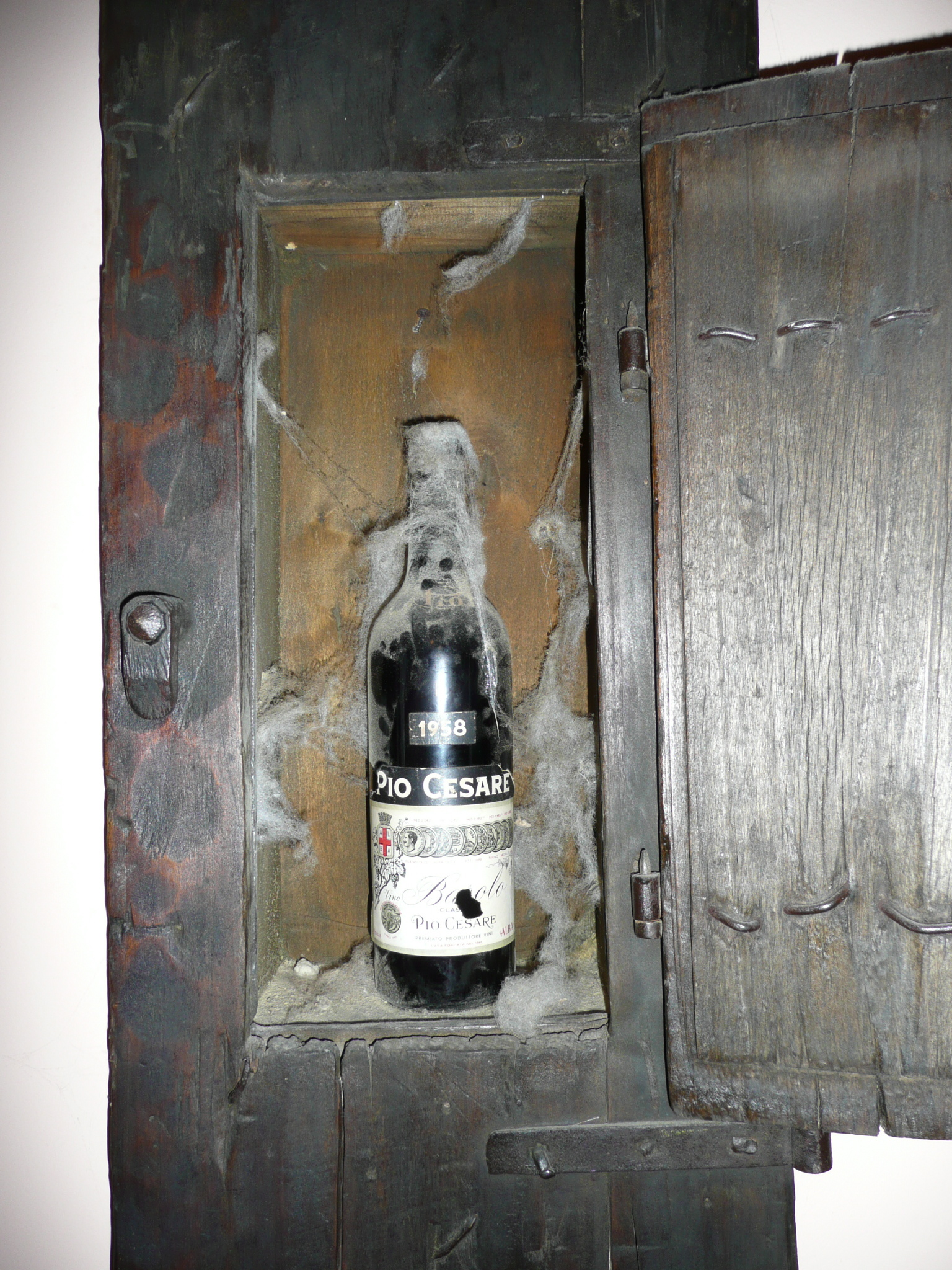
Бутылка вина Бароло полувековой выдержки

Denominazione di origine controllata e garantita (также по первым буквам DOCG, D.O.C.G.) — высшая категория в классификации итальянских вин, гарантирующая географическое происхождение и метод производства вина. Вина, входящие в категорию DOCG, произведены в строго определённых областях Италии и по технологическому процессу, одобренному министерскими декретами. 
Необходимость появления высшей классификации вин (аппелласьонов) возникла, когда обнаружилось, что (по мнению многих производителей) знак DOC давался слишком либерально. Летом 1980 года, когда была введена новая категория, к ней было отнесено лишь три элитных вина: Брунелло, Вино Нобиле и Бароло. По состоянию на 2020 год их число приближается к 80-ти.

## Требования к винам
В категорию DOCG включаются вина, которые входили в категорию DOC в течение минимум 5 лет и обладают качественными свойствами, сложившимися в результате воздействия совокупности природных, человеческих и исторических факторов и отличающими их от других аналогичных вин. Кроме того, вина должны быть известны и признаны на национальном и международном уровне. Для получения классификации DOCG вино должно до поступления в продажу быть подвергнуто химико-физическому анализу и органолептической оценке на предмет соответствия технологии производства и заявленным характеристикам. Анализы должны проводиться на всей линии розлива, а непосредственно перед розливом в бутылки вина категории DOCG должны быть проверены лицензированными специалистами и помечены акцизной маркой с уникальным номером. Вина категории DOCG должны продаваться в бутылках объёмом менее 5 литров.
В итальянском законодательстве существуют два дополнительных термина для классификации вин из категории DOCG:
- Classico — вино, произведённое в регионе, где данное вино «традиционно» выпускалось. Так для Кьянти классико традиционный регион определён декретом от 10 июля 1932 года.
- Riserva — вино, выдержанное на два года больше, чем предусмотренный минимальный возраст данного вина.

Вина категории DOCG, произведённые в Больцано, где немецкий язык является официальным, могут быть помечены маркой «Kontrollierte und garantierte Ursprungsbezeichnung».

## Список вин категории DOCG
На 30 ноября 2011 года зарегистрировано 73 вина категории DOCG, производимых в 14 регионах Италии.

### Абруццо
- Montepulciano d’Abruzzo Colline Teramane (красное): производится в провинции Терамо

### Базиликата
- Aglianico del Vulture Superiore (красное): производится в провинции Потенца

### Кампания
- Альянико дель Табурно (красное): производится в провинции Беневенто (провинция)
- Fiano di Avellino (белое): производится в провинции Авеллино
- Greco di Tufo (белое): обычное и игристое, производится в провинции Авеллино
- Taurasi (красное): обычное и «ризерва», производится в провинции Авеллино

### Эмилия-Романья
- Albana di Romagna (белое): производится в провинциях Болонья, Форли-Чезена и Равенна

### Фриули-Венеция-Джулия
- Ramandolo (белое): производится в коммунах Нимис и Тарченто провинции Удине
- Colli Orientali del Friuli Picolit (белое): производится в провинции Удине

### Лацио
- Cesanese del Piglio (красное): производится в провинции Фрозиноне

### Ломбардия
- Franciacorta (белое и розовое): производится в провинции Брешиа
- Oltrepò Pavese Metodo Classico (белое и розовое): производится в провинции Павия
- Valtellina Superiore (красное): производится в провинции Сондрио и в области Стагафласси для экспорта в Швейцарию
- Sforzato di Valtellina или Sfursat di Valtellina (красное): производится в провинции Сондрио
- Moscato di Scanzo или Scanzo (вино из изюма): производится в провинции Бергамо всего 39 производителями на 31 га

### Марке
- Conero: производится в провинции Анкона
- Verdicchio dei Castelli di Jesi (белое): производится в соседних с Йези коммунах провинций Анкона и Мачерата
- Verdicchio di Matelica (белое): производится в соседних с Мателикой коммунах провинций Анкона и Мачерата
- Vernaccia di Serrapetrona spumante (красное): производится в коммуне Серрапетрона провинции Мачерата

### Пьемонт
- Asti (белое): производится в провинциях Асти, Кунео и Алессандрия
- Barbaresco (красное): производится в провинции Кунео
- Barbera d’Asti (красное): производится в провинции Асти
- Barbera del Monferrato Superiore (красное): производится в Монферрате, провинциях Асти и Алессандрия
- Бароло (красное): производится в провинции Кунео
- Brachetto d’Acqui или Acqui (красное): производится в провинциях Асти и Алессандрия
- Dolcetto di Diano d’Alba или Diano d’Alba (красное): производится в провинции Кунео
- Dolcetto di Dogliani Superiore или Dogliani (красное): производится в провинции Кунео
- Dolcetto d’Ovada superiore или Ovada (красное): производится в провинции Алессандрия
- Gattinara (красное): производится в провинции Верчелли
- Gavi или Cortese di Gavi (белое): производится в провинции Алессандрия
- Ghemme (красное): производится в провинции Новара
- Roero (белое): производится в провинции Кунео
- Erbaluce di Caluso или Caluso (белое): производится в провинции Турин
- Ruchè di Castagnole Monferrato (красное): производится в провинции Асти
- Alta Langa (игристое): производится в провинции Асти, Кунео и Алессандрия

### Сардиния
- Vermentino di Gallura (белое): производится в провинциях Нуоро и Сассари

### Сицилия
- Cerasuolo di Vittoria (красное): производится в провинциях Кальтаниссетта, Катания и Рагуза

### Тоскана
- Брунелло ди Монтальчино (красное): производится в провинции Сиена
- Carmignano (красное): производится в коммунах Карминьяно и Поджо-а-Кайано провинции Прато
- Кьянти (красное): производится в провинциях Ареццо, Флоренция, Пиза, Пистойя, Прато и Сиена. Существуют следующие виды:
  - Colli Aretini, провинция Ареццо
  - Colli Senesi, провинция Сиена
  - Colli Fiorentini, провинция Флоренция
  - Colline Pisane, провинция Пиза
  - Montalbano, провинции Флоренция, Пистойя, Прато
  - Montespertoli, провинция Флоренция
  - Rùfina, провинция Флоренция
  - Superiore, производится на всей территории географического региона Кьянти за исключением региона Кьянти Классико
- Chianti Classico (красное): производится в провинциях Флоренция и Сиена
- Morellino di Scansano (красное): производится в провинции Гроссето
- Vernaccia di San Gimignano (белое): производится в провинции Сиена
- Vino Nobile di Montepulciano (красное): производится в провинции Сиена

### Умбрия
- Montefalco Sagrantino (красное): производится в провинции Перуджа
- Torgiano Rosso Riserva (красное): производится в провинции Перуджа

### Венеция
- Amarone della Valpolicella: производится в провинции Верона
- Bardolino Superiore (красное): производится в провинции Верона
- Colli Asolani-Prosecco или Asolo-Prosecco (белое): производится в провинции Тревизо
- Conegliano Valdobbiadene-Prosecco (белое)
- Recioto della Valpolicella (красное): производится в провинции Верона
- Recioto di Gambellara (белое): производится в провинции Виченца
- Recioto di Soave (белое): производится в провинции Верона
- Soave Superiore (белое): производится в провинции Верона
- Raboso Malanotte (красное): производится в провинциях Венеция и Тревизо
- Lison Classico (белое): производится в провинциях Венеция и Тревизо